# هافر سان بيير (كيبك)
هافر سان بيير (بالإنجليزية: Havre-Saint-Pierre)‏ هي بلدية محلية في كيبيك تقع في كندا في بلدية مقاطعة مينجاني الإقليمية. يقدر عدد سكانها بـ 3,418 نسمة ومساحتها 3,896.30 كم2 .

## المناخ
يظهر الجدول التالي التغييرات المناخية على مدار السنة لهافر سان بيير:
| البيانات المناخية لـهافر سان بيير | البيانات المناخية لـهافر سان بيير | البيانات المناخية لـهافر سان بيير | البيانات المناخية لـهافر سان بيير | البيانات المناخية لـهافر سان بيير | البيانات المناخية لـهافر سان بيير | البيانات المناخية لـهافر سان بيير | البيانات المناخية لـهافر سان بيير | البيانات المناخية لـهافر سان بيير | البيانات المناخية لـهافر سان بيير | البيانات المناخية لـهافر سان بيير | البيانات المناخية لـهافر سان بيير | البيانات المناخية لـهافر سان بيير | البيانات المناخية لـهافر سان بيير |
| الشهر                             | يناير                             | فبراير                            | مارس                              | أبريل                             | مايو                              | يونيو                             | يوليو                             | أغسطس                             | سبتمبر                            | أكتوبر                            | نوفمبر                            | ديسمبر                            | المعدل السنوي                     |
| --------------------------------- | --------------------------------- | --------------------------------- | --------------------------------- | --------------------------------- | --------------------------------- | --------------------------------- | --------------------------------- | --------------------------------- | --------------------------------- | --------------------------------- | --------------------------------- | --------------------------------- | --------------------------------- |
| متوسط درجة الحرارة الكبرى °م (°ف) | −9.9 (14.2)                       | −8.3 (17.1)                       | −2.4 (27.7)                       | 3.9 (39.0)                        | 10.8 (51.4)                       | 16.0 (60.8)                       | 19.6 (67.3)                       | 19.2 (66.6)                       | 14.0 (57.2)                       | 7.5 (45.5)                        | 0.7 (33.3)                        | −6.4 (20.5)                       | 5.4 (41.7)                        |
| المتوسط اليومي °م (°ف)            | −15.5 (4.1)                       | −14.2 (6.4)                       | −8.0 (17.6)                       | −0.3 (31.5)                       | 5.9 (42.6)                        | 11.0 (51.8)                       | 14.6 (58.3)                       | 14.4 (57.9)                       | 9.5 (49.1)                        | 3.6 (38.5)                        | −3.3 (26.1)                       | −11.4 (11.5)                      | 0.5 (32.9)                        |
| متوسط درجة الحرارة الصغرى °م (°ف) | −21.1 (−6.0)                      | −20.1 (−4.2)                      | −13.6 (7.5)                       | −4.5 (23.9)                       | 0.9 (33.6)                        | 5.9 (42.6)                        | 9.5 (49.1)                        | 9.5 (49.1)                        | 4.9 (40.8)                        | −0.3 (31.5)                       | −7.2 (19.0)                       | −16.4 (2.5)                       | −4.4 (24.1)                       |
| الهطول مم (إنش)                   | 77.4 (3.05)                       | 46 (1.8)                          | 60.5 (2.38)                       | 63.7 (2.51)                       | 87 (3.4)                          | 105.7 (4.16)                      | 99.9 (3.93)                       | 108.6 (4.28)                      | 96.6 (3.80)                       | 118.6 (4.67)                      | 99.4 (3.91)                       | 94.7 (3.73)                       | 1٬058 (41.7)                      |
| المصدر: Weatherbase               |                                   |                                   |                                   |                                   |                                   |                                   |                                   |                                   |                                   |                                   |                                   |                                   |                                   |